# Čechomor (album)
Třetí album skupiny Čechomor se jmenuje Čechomor. Bylo vydáno v roce 2000 a po jeho vydání si skupina zkrátila jméno z Českomoravská hudební společnost na Čechomor. O vydání se opět postaralo vydavatelství Venkow Records. Album obsahuje 15 písní a tři bonusy. Na tomto albu vystupuje již jako stálý člen Karel Holas a poprvé se jako host objevuje Lenka Dusilová.
Ukázka celého alba: nižší kvalita, vyšší kvalita

## Skupina
- František Černý – kytara a zpěv
- Karel Holas – pětistrunné housle a zpěv
- Radek Pobořil – akordeon a trubka
- Michal Pavlík – violoncello a české dudy
- Martin Rychta – bicí
- Lenka Dusilová – zpěv, vystupovala jako host
- David Koller – bicí, vystupoval jako host

## Seznam stop
1. Zalinský (ukázka)
2. Až já půjdu povandruju (ukázka)
3. Michálek (ukázka)
4. Hruška (ukázka)
5. Větříček (ukázka)
6. Zabitec (ukázka)
7. Proměny (ukázka)
8. Gorale (ukázka)
9. Súsedovi koně (ukázka)
10. Velické zvony (ukázka)
11. Ach Bože z nebe (ukázka)
12. Na Vsetíně (ukázka)
13. Slunéčko (ukázka)
14. Pivníčková (ukázka)
15. Vyšly ryby (ukázka)

### Bonusy
1. Větříček remix (ukázka)
2. Gorale remix (ukázka)
3. Vondráši, Matouši - koleda (remix by Dogwalker) (ukázka)